# Tournoi de tennis de Bergame
Le Trofeo Perrel - FAIP est un tournoi international de tennis masculin faisant partie de l'ATP Challenger Tour ayant lieu tous les ans au mois de février à Bergame (Italie). Il a été créé en 2006 et se joue sur dur au PalaNorda de Bergame.

## Palmarès

### Simple
| Année | Vainqueur                       | Finaliste                       | Score            |
| ----- | ------------------------------- | ------------------------------- | ---------------- |
| 2006  | Alex Bogdanovic                 | Simone Bolelli                  | 6-1, 3-0 ab.     |
| 2007  | Fabrice Santoro                 | Simone Bolelli                  | 6-2, 6-1         |
| 2008  | Andreas Seppi                   | Julien Benneteau                | 2-6, 6-2, 7-5    |
| 2009  | Lukáš Rosol                     | Benedikt Dorsch                 | 6-1, 4-6, 7-63   |
| 2010  | Karol Beck                      | Gilles Müller                   | 6-4, 6-4         |
| 2011  | Andreas Seppi                   | Gilles Müller                   | 3-6, 6-3, 6-4    |
| 2012  | Björn Phau                      | Alexander Kudryavtsev           | 6-4, 6-4         |
| 2013  | Michał Przysiężny               | Jan-Lennard Struff              | 4-6, 7-65, 7-65  |
| 2014  | Simone Bolelli                  | Jan-Lennard Struff              | 7-66, 6-4        |
| 2015  | Benoît Paire                    | Aleksandr Nedovyesov            | 6-3, 7-65        |
| 2016  | Pierre-Hugues Herbert           | Egor Gerasimov                  | 6-3, 7-65        |
| 2017  | Jerzy Janowicz                  | Quentin Halys                   | 6-4, 6-4         |
| 2018  | Matteo Berrettini               | Stefano Napolitano              | 6-2, 3-6, 6-2    |
| 2019  | Jannik Sinner                   | Roberto Marcora                 | 6-3, 6-1         |
| 2020  | Enzo Couacaud & Illya Marchenko | Enzo Couacaud & Illya Marchenko | Finale non jouée |
| 2021  | Holger Rune                     | Cem İlkel                       | 7-5, 7-66        |
| 2022  | Otto Virtanen                   | Jan-Lennard Struff              | 6-2, 7-5         |
| 2023  | Jack Draper                     | David Goffin                    | 6-4, 7-6         |

### Double
| Année | Vainqueurs                           | Finalistes                           | Score             |
| ----- | ------------------------------------ | ------------------------------------ | ----------------- |
| 2006  | Daniele Bracciali Giorgio Galimberti | Christopher Kas Philipp Petzschner   | 7-5, 0-6, [13-11] |
| 2007  | Jérôme Haehnel Jean-René Lisnard     | Kenneth Carlsen Frederik Nielsen     | 6-3, 2-6, [10-4]  |
| 2008  | Simone Bolelli Andreas Seppi         | James Cerretani Igor Zelenay         | 6-3, 6-0          |
| 2009  | Karol Beck Jaroslav Levinský         | Chris Haggard Pavel Vízner           | 7-66, 6-4         |
| 2010  | Jonathan Marray Jamie Murray         | Karol Beck Jiří Krkoška              | 1-6, 7-62, [10-8] |
| 2011  | Frederik Nielsen Ken Skupski         | Mikhail Elgin Alexander Kudryavtsev  | Forfait           |
| 2012  | Jamie Delgado Ken Skupski            | Martin Fischer Philipp Oswald        | 7-5, 7-5          |
| 2013  | Karol Beck Andrej Martin             | Claudio Grassi Amir Weintraub        | 6-3, 3-6, [10-8]  |
| 2014  | Karol Beck Michal Mertiňák           | Konstantin Kravchuk Denys Molchanov  | 4-6, 7-5, [10-6]  |
| 2015  | Martin Emmrich Andreas Siljeström    | Błażej Koniusz Mateusz Kowalczyk     | 6-4, 7-5          |
| 2016  | Ken Skupski Neal Skupski             | Nikola Mektić Antonio Šančić         | 6-3, 7-5          |
| 2017  | Julian Knowle Adil Shamasdin         | Dino Marcan Tristan-Samuel Weissborn | 6-3, 6-3          |
| 2018  | Scott Clayton Jonny O'Mara           | Laurynas Grigelis Alessandro Motti   | 5-7, 6-3, [15-13] |
| 2019  | Laurynas Grigelis Zdeněk Kolář       | Tomislav Brkić Dustin Brown          | 7-5, 7-67         |
| 2020  | Zdeněk Kolář Julian Ocleppo          | Luca Margaroli Andrea Vavassori      | 6-4, 6-3          |
| 2021  | Zdeněk Kolář Jiří Lehečka            | Lloyd Glasspool Harri Heliövaara     | 6-4, 6-4          |
| 2022  | Henri Squire Jan-Lennard Struff      | Jonathan Eysseric Albano Olivetti    | 6-4, 65-7, [10-7] |